# Дмитрий Андрусов
Дмитрий Николаевич Андрусов (на словашки: Dimitrij Nikolajevič Andrusov) е словашки геолог от руски произход.
Той е първият професор по геология в Словакия. Смятан е за основател на съвременната словашка геология.

## Биография
Дмитрий Андрусов е роден на 7 ноември 1897 г. в град Юриев, Руската империя (днес Тарту, Република Естония). Той е внук на Хайнрих Шлиман и син на руския геолог Николай Иванович Андрусов.
В периода 1915 – 1918 г. учи в Петроградския университет, после в Сорбоната (1920 – 1922) в Париж. Продължава образованието си във Факултета по химически технологии на Чешкия технически университет в Прага. Завършва университета (1925); работи в него от 1929 г.
След закриването на висшите училища при германската окупация на Чехия емигрира в Словакия, където работи в Словашкия технически университет в Братислава от 1938 г. Работи и във факултета по естествени науки в Университета „Коменски“ от 1940 г. Там е начело на Геологическия и палеонтологически институт. Той е първият професор по геология в Словакия.
Заедно с Имрич Карваш допринася за създаването на словашката геологическа наука. Андрусов ръководи експедицията от 1940 до 1945 г. През 1952 г. става ръководител на Катедрата по геология във Факултета по естествени науки на Университета „Коменски“. Остава на този пост до 1970 г.
Като преподавател пише няколко учебника и книги, чете лекциите по геология и геоложко картиране, води курсове и полеви екскурзии. Андрусов е основател на Геологическа лаборатория, чийто директор е между 1957 и 1958 г. Лабораторията впоследствие се превръща в Геологически институт на Словашката академия на науките.

## Научна дейност
Изследователските му интереси са многостранни. Андрусов работи в областта на геологията, стратиграфията, тектониката, палеонтологията, геология на залежите и инженерна геология. Изучава района на Клипен и Флиш в Западните Карпати и централните части на Западните Карпати. Андрусов разкрива палеографската картина на карпатската геосинклинала по време на мезозоя. В резултат на изследванията му се получава по-обширно познание за конкретни тектонични и стратиграфски единици в Западните Карпати и тези резултати дават основата на съвременно разбиране за тяхната структура и съседни геоложки единици.
Научната му работа се нарежда сред тази на водещите европейски геолози. Резултатите от изследванията му са обобщени в 5-томната монография „Геоложки изследвания на зоната Клипен в Западните Карпати“ (1931 – 1955), Apercu de la Géologie des Carpathes occidentales de la Slovauie centrale (1931), 3-томната „Геология на чехословашките Карпати“ (1958 – 1965) и монографията Grundriss der Tektonik der Nördlichen Karpaten (1968) – приемана сред трудовете, които осветляват тектоничната структура на Западните Карпати, основана на принципите на геосинклиничната теория. Автор е също и на други монографии, на около 25 статии в научни журнали в Чехословакия и Европа. Занимава се със задачи по проектиране на язовири, железопътни линии, тунели, търсене на неметални залежи.
Член е на следните академии на науките:
- член-кореспондент на Кралската чешка академия на науките (1945)
- член на Словашката академия на науките (1953)
- член-кореспондент на Чехословашката академия на науките (1957)
- член на Германската академия на науките „Леополдина“ (1967)
- член-кореспондент на Австрийската академия на науките